# Egbert Swensson
Egbert Swensson (Eggesin, 24 de maio de 1956) é um velejador alemão.

## Carreira
Egbert Swensson representou seu país nos Jogos Olímpicos de 1980, no qual conquistou a medalha de prata na classe  470. 